# Kvarken Północny
Kvarken Północny (szw. Norra Kvarken, fiń. Merenkurkku) – cieśnina o szerokości 75 km na Morzu Bałtyckim, w środkowej części Zatoki Botnickiej.
W 2000 roku region został wpisany na listę Światowego Dziedzictwa Kulturowego i Przyrodniczego Ludzkości organizacji UNESCO.